# Walter Braunfels

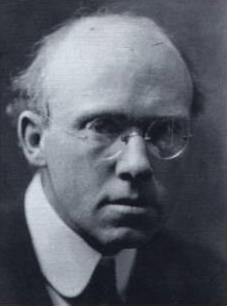
Walter Braunfels in 1920

Walter Braunfels (Frankfurt am Main, 19 december 1882 – Keulen, 19 maart 1954) was een Duitse componist en muziekhoogleraar.

## Leven
In deze tijd is de componist Braunfels praktisch in vergetelheid geraakt. Sinds 1990 is er een lichte opleving in de belangstelling voor zijn composities dankzij een paar cd-opnames. Enkele van zijn opera's zijn in recente jaren opgevoerd waaronder Die Vögel en Don Gil von den grünen Hosen. 
Braunfels studeerde piano aan het Dr. Hoch’s Konservatorium van Frankfurt en in Wenen bij Theodor Leschetizky. Hij reisde daarna naar München, waar hij zijn studie afrondde bij Ludwig Thuille. Van 1925 tot 1933 was hij – samen met Hermann Abendroth – directeur van de Keulse Staatliche Hochschule für Musik. Hij werd door de nazi's ontslagen om politieke redenen (hij was halfjoods, vroom-katholiek en een nazi-tegenstander) en zijn composities werden als  Entartete Musik in de ban gedaan. Pas na de Tweede Wereldoorlog werd hij in staat gesteld deze functie weer te bekleden. Hij deed dit van 1945 tot 1950.
In Keulen wordt hij nog steeds gewaardeerd als een visionaire bestuurder en professor die een sterke hang had naar compromisloze kwaliteit. In Keulen worden mede daarom nog weleens composities van Braunfels uitgevoerd.

## Werken
Braunfels onderscheidde zich als componist vooral in opera en grootschalige vocale werken (oratoria en cantates). Hij schreef de libretti voor zijn opera’s veelal zelf. Als orkestraal componist is hij minder bekend. In zijn muziek bleef hij traditioneel en componeerde nooit in twaalftoonsmuziek. Als er een invloed op zijn werk moet worden genoemd, moeten namen als Anton Bruckner, Gustav Mahler, Franz Schreker en Richard Strauss vallen. Hij was een meesterlijke instrumentator voor orkest en liet stemmen in zijn vocale werken nooit verdrinken in orkestrale uitbarstingen of effecten. Hij benaderde de stem altijd lyrisch, nooit declamatorisch.
Slechts enkele van zijn werken zijn op cd vastgelegd. Op het label Decca verscheen een opname van Braunfels’ opera Die Vögel; op EMI een opname van Verkündigung, op het label Marco Polo een live-opname van Prinzessin Brambilla en op het label CPO twee orkestwerken: op. 20 en 25. In 2010 is de opera Szenen aus dem Leben der heiligen Johanna door Decca opnieuw uitgebracht. Van het Concert voor orgel, jongenskoor, 4 koperinstrumenten en strijkorkest op. 38 bestaat een opname op het label Oehms met Iveta Apkalna op orgel. Óp het label Capriccio verschenen vier cd's met werken van Braunfels.
In 2017 werd het manuscript ontdekt van Tag- und Nachtstücke voor orkest met obligaat-piano uit 1933-1934, waarvan in 2019 een opname verscheen op het label Hyperion.

## Lijst van composities
Opera’s
- Prinzessin Brambilla, op. 12 (libretto naar E.T.A. Hoffmann), 1908;
- Ulenspiegel op.23  (libretto naar Charles de Coster), 1913;
- Die Vögel, op. 30 (libretto naar Aristophanes), 1919;
- Don Gil von den grünen Hosen, op.35 (naar Tirso de Molina), 1923;
- Galathea, op. 40, 1929;
- Verkündigung, op. 50 (libretto naar Paul Claudel), 1935;
- Der Traum ein Leben, op. 51 (libretto naar Franz Grillparzer), 1937;
- Scenen aus dem Leben der heiligen Johanna, op. 57, 1943;
- Der Zauberlehrling, op. 71, 1952;
- Das Spiel von der Auferstehung des Herrn, op. 72 (naar Hans Reinhart: Alsfeld Passion Play), 1954

Andere vocale werken
- Offenbarung Johannis, op. 17, voor tenor, koor en orkest, 1909;
- 3 chinesische Gesänge op. 19, voor sopraan of tenor en orkest, 1914;
- Auf ein Soldatengrab, op. 26 (naar Hermann Hesse), voor bariton en orkest, 1922;
- 2 Gesänge, op. 27 (naar Friedrich Hölderlin), voor bariton en orkest, 1922;
- Die Ammenuhr, op. 28, voor jongenskoor en orkest, 1919;
- Te Deum, op. 32, voor sopraan, tenor, koor, orgel en orkest, 1921;
- Grosse Messe, op. 37
- Concerto, op. 38, voor orgel, jongenskoor, 4 koperinstrumenten en strijkorkest, 1928;
- Adventskantate, op. 45, voor bariton, koor en orkest, 1933;
- Weihnachtskantate, op. 52, voor sopraan, bariton, koor en orkest, 1937;
- Die Gott minnende Seele, op. 53, voor sopraan en kamerorkest, 1947;
- Passionskantate, op. 54, voor bariton, koor en orkest, 1943;
- Osterkantate, op. 56, voor sopraan, bariton, koor en orkest, 1944;
- Romantische Gesänge, op. 58 (naar Clemens Brentano, Joseph von Eichendorff), voor sopraan en orkest, 1947;
- Der Tod der Kleopatra, op. 59, voor sopraan en orkest, 1946;
- Von der Liebe süss und bittrer Frucht voor sopraan en orkest, 1947

Composities voor orkest
- Symphonische Variationen über ein altfranzösisches Kinderlied, op. 15, 1919;
- Ariels Gesang, op. 18, voor klein orkest, 1909;
- Serenade, op. 20, 1909;
- Klavierkonzert, op. 21, 1911;
- Karnevals-Ouvertüre, op. 22 [uit de opera ‘Prinzessin Brambilla'], 1912;
- Phantastische Erscheinungen über ein Thema von Hector Berlioz, op. 25, 1917;
- Don Juan: eine klassisch-romantische Phantasmagorie, op. 34, 1923;
- Prelude und Fugue, op. 36, 1926;
- Divertimento, op. 42, 1930;
- Schottische Fantasie, op. 47, voor altviool en orkest, 1933;
- Konzertstück, op. 64, voor piano en orkest, 1946;
- Musik für Bratsche, Violin, 2 Hörner und Streichorchester, op. 68, 1949;
- Symphonia brevis, op. 69, 1948;
- Hebriden-Tänze, op. 70, voor piano en orkest, 1950

- Biblioteca Nacional de España: XX4995402
- Bibliothèque nationale de France: cb13997613p (data)
- CiNii: DA1067655X
- Gemeinsame Normdatei: 118514709
- International Standard Name Identifier: 0000 0000 8084 7308
- Library of Congress Control Number: n81017909
- Nationale Bibliotheek van Letland: 000053573
- MusicBrainz: 216f8c2b-d7bf-47b7-94bc-dca627b0f5d8
- Nationale Bibliotheek van Tsjechië: mzk2010604963
- Nationale Bibliotheek van Israël: 987007296098805171
- Nederlandse Thesaurus van Auteursnamen: 068916159
- SNAC: w6963p94
- Système universitaire de documentation: 193532654
- Virtual International Authority File: 5127985
- WorldCat: E39PBJtxdW3ykxYX67Ygtjrpfq